# LIPSTORM

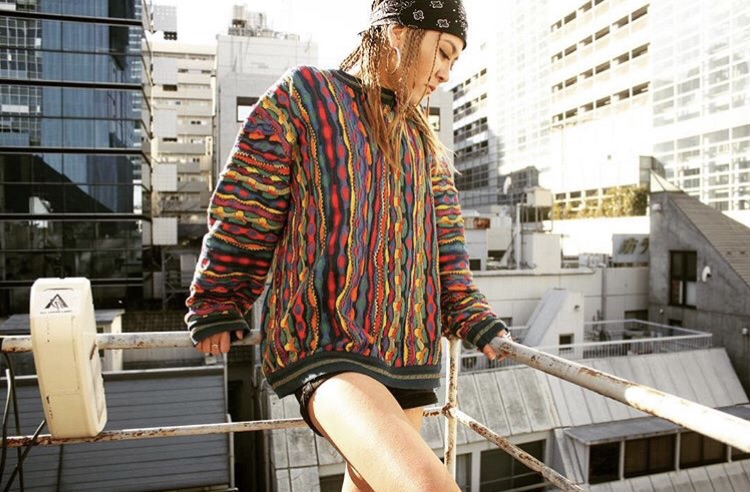

LIPSTORM（リップストーム、本名：辻 杏莉（つじ あんり）、1985年8月20日 - ）は、日本のヒップホップMC。長崎県諫早市出身。Joint M`s 所属。元S7ICKCHICksメンバー。BRETHREN CREW(ブレジンクルー)が生んだFEMALE RAPPER。

## 略歴
- 1985年　　長崎県諫早市に生まれる
- 2002年　LIL KIMを始めNY HIPHOPに影響を受け、17歳の頃からマイクを握り始めてから様々なビッグアーティストのフロントアクトを多数務める。
- 2013年 無期限で活動の場を東京に移す。自主制作　THA PATIENCE the MIXTAPE (mixed by DJ ADDICT)をリリース
- 2014年　4MC＆1シンガーで活動するフィメールラッパー　S7ICK CHICKsのメンバーとしても活動。Youtube に突如アップされたMV “NEW MONEY FEMALE REMIX”の再生回数が260万回を超えるなどシーンに衝撃を与える。
- 2016年　自身初となるソロアルバム　THIRST FOR CHI77(サーストフォーチル)　をリリース。
- 2019年　約3年ぶりとなる2ndアルバム「1000」（読み：せん）をリリース